# Fulda (bướm nhảy)
Fulda là một chi bướm ngày thuộc họ Bướm nâu.